# Égliseneuve-des-Liards
Égliseneuve-des-Liards är en kommun i departementet Puy-de-Dôme i regionen Auvergne-Rhône-Alpes i centrala Frankrike. Kommunen ligger i kantonen Sauxillanges som tillhör arrondissementet Issoire. År 2022 hade Égliseneuve-des-Liards 156 invånare.

## Befolkningsutveckling
Antalet invånare i kommunen Égliseneuve-des-Liards
| Referens: INSEE |